# I Virtuosi di Roma
I Virtuosi di Roma war ein italienisches Kammerstreichorchester, das 1947 durch den Musikwissenschaftler und Dirigenten Renato Fasano unter dem Namen Collegium Musicum Italicum in Rom gegründet wurde.
Die musikalischen Ansätze stammen von dem italienischen Streicherensemble Scuola Veneziana, das zuvor von Angelo Ephirikian gegründet wurde. Unter pädagogischer Begleitung des venezischen Violinisten Luigi Ferri (1903–1975), der Lehrer fast aller Instrumentalisten der Gruppe war, traten I Virtuosi di Roma immer mit einem Dirigenten auf. Diese Position entwickelte Renato Fasano bis zu seinem Tod 1979 konsequent weiter. Seine stilistische Auffassung des Barrock war vollkommen losgelöst von den Postulaten der deutschen Schule um Karl Münchinger.
1980 spaltete sich nach dem Tod Fasanos die ursprüngliche Formation in zwei Ensembles. I Nuovi Virtuosi di Roma traten immer ohne Dirigent auf, wohingegen das Boccherini-Ensemble immer unter musikalischer Leitung des Rumänen Octavian Anghel auftrat. Letztere Gruppe benannten sich bald in I Solisti Italiani um. Ähnlich wie die italienischen Kammerensemble I Musici und I Solisti Veneti entsagten auch I Virtuosi di Roma und seine Folgeformationen dem Trend, mit historischen Instrumenten aufzutreten, der in den 1970er Jahren von Gustav Leonhardt und Nikolaus Harnoncourt begründet wurde.